# Étienne Maurice Falconet
Étienne Maurice Falconet (ur. 1 grudnia 1716 roku w Paryżu, tamże zm. 4 stycznia 1791 roku) – rzeźbiarz francuski, pod patronatem Madame Pompadour zaliczany do najlepszych rzeźbiarzy nurtu barokowego we Francji, mimo tego pod pewnymi względami uważany za rzeźbiarza neoklasycznego. Jego najbardziej znanym dziełem jest pomnik konny Piotra Wielkiego w Petersburgu, znany jako Jeździec miedziany.

## Życiorys
Urodził się w biednej rodzinie w Paryżu. Początkowo zdobywał swoje doświadczenie jako cieśla, w wolnych chwilach zajmując się lepieniem postaci z gliny, co przyciągnęło uwagę rzeźbiarza Jean-Baptiste'a Lemoyne'a, który uczynił go swoim uczniem. Jedną z jego pierwszych najbardziej udanych rzeźb była sylwetka przedstawiająca Milona z Krotonu, którą w 1754 roku zapewnił sobie członkostwo w Akademii Sztuk Pięknych w towarzystwie naukowym Institut de France.
Powszechną uwagę opinii publicznej zwrócił na siebie podczas Salonów w latach 1755–1757, gdzie zaprezentowano marmurową figurę Miłość i nimfy w kąpieli (nazywaną także Kąpiącą się), która znajduje się aktualnie w Luwrze. W 1757 roku Étienne Falconet został mianowany dyrektorem pracowni rzeźby manufaktury produkującej porcelanę w Sèvres, gdzie osobiście projektował nowe wzory porcelanowe.
Na stanowisku tym pozostał do września 1766, gdy otrzymał zaproszenie carycy Katarzyny II. Na jej polecenie wykonał w Sankt Petersburgu pomnik konny Piotra Wielkiego w brązie. W 1788 roku, po powrocie do Paryża, został uhonorowany tytułem dyrektora Akademii Sztuk Pięknych (Académie des Beaux-Arts), której był członkiem. W latach 1789–1799 w czasie trwania rewolucji francuskiej wiele z dzieł religijnych wykonanych przez artystę zostało zniszczonych.

## Ważniejsze dzieła
- Milon z Krotonu (1754, Luwr)
- Chrystus na górze oliwnej (1757, Kościół Saint Roch w Paryżu)
- Pigmalion i Galatea (1763, Luwr)
- Pomnik konny Piotra I w Sankt Petersburgu (1782)
- Amor (fr. L'Amour menaçant, 1757, oryginał znajduje się w Luwrze, kopia w Rijksmuseum)
- Zima (1771, Ermitaż)
- Grobowiec Josepha Marie Terraya (1780, obecnie znajduje się w kaplicy kościoła św. Małgorzaty w La Motte-Tilly)

## Galeria

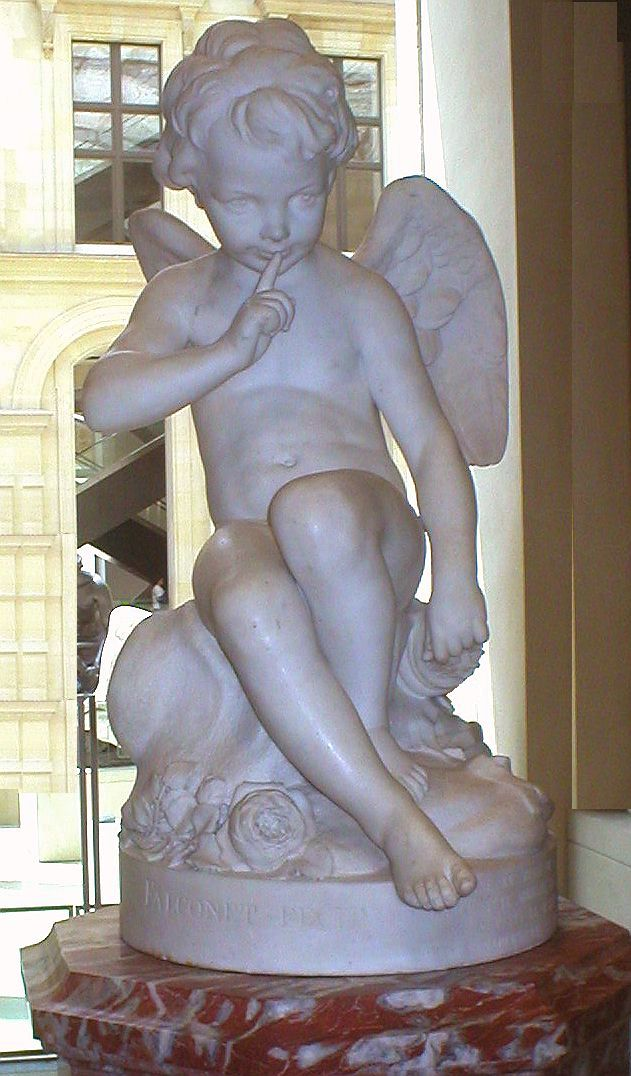
Amor, 1757
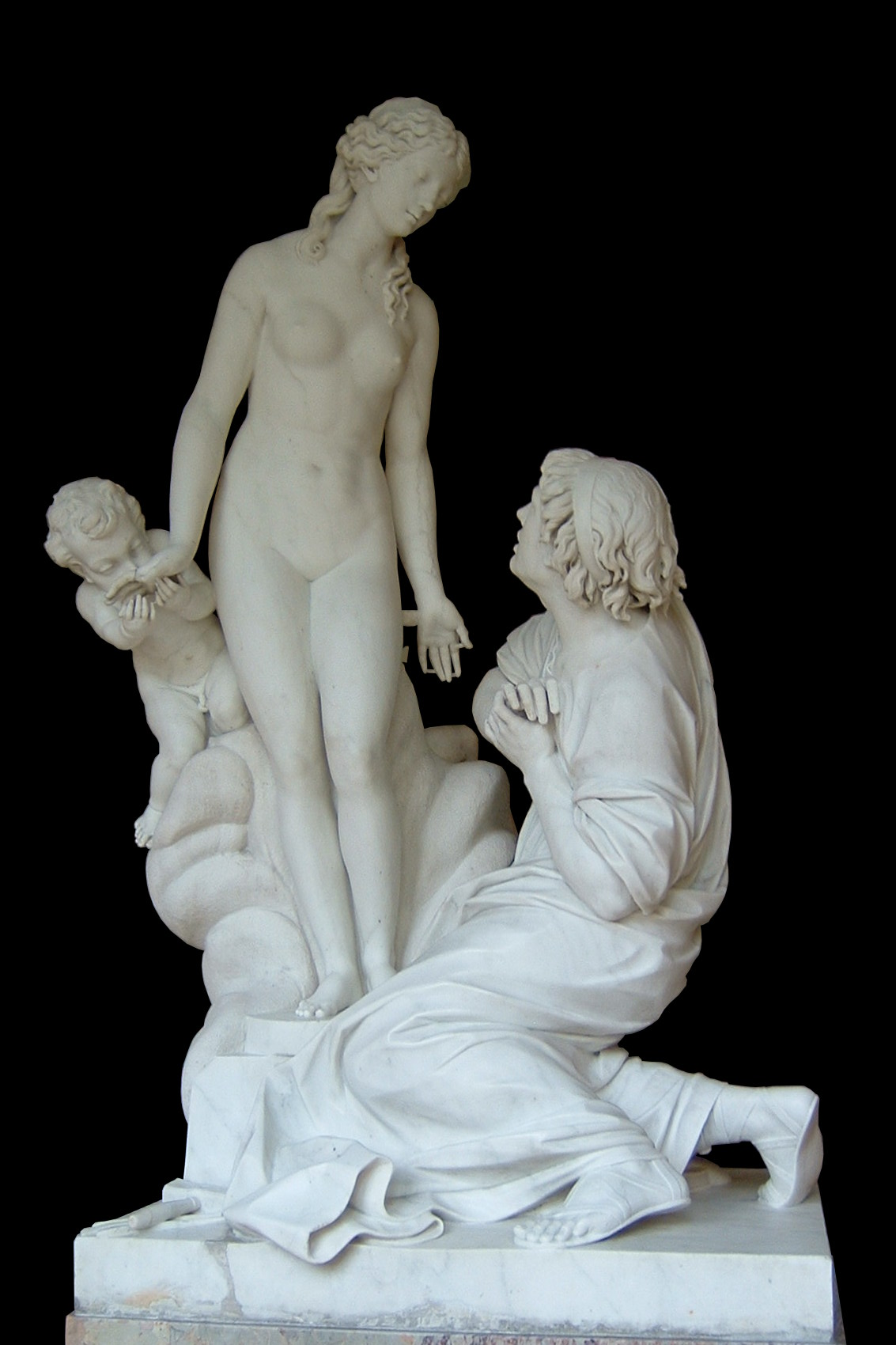
Pigmalion i Galatea, 1763
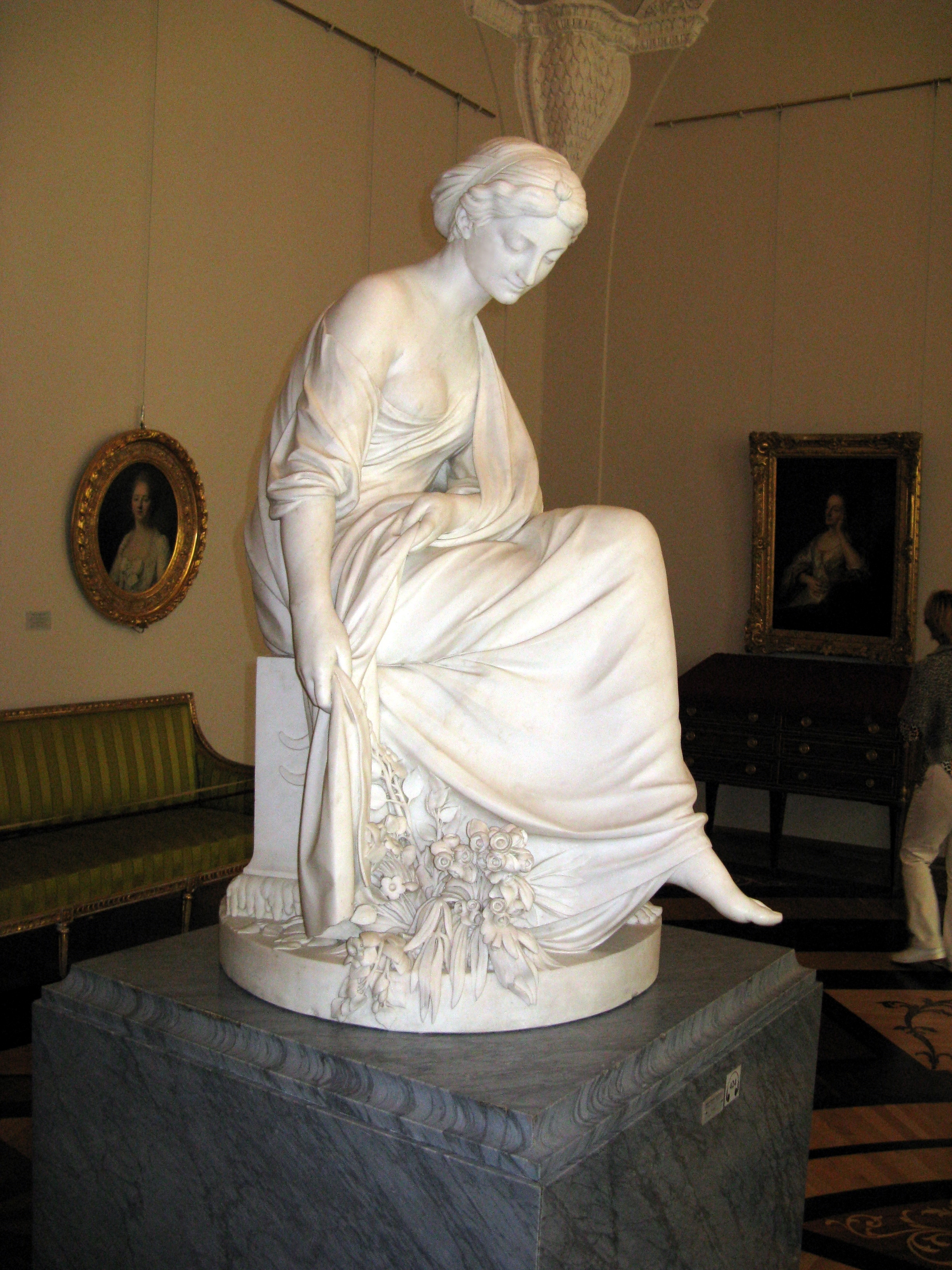
Zima, 1771
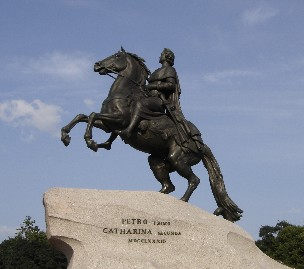
Pomnik Piotra I Wielkiego, 1782
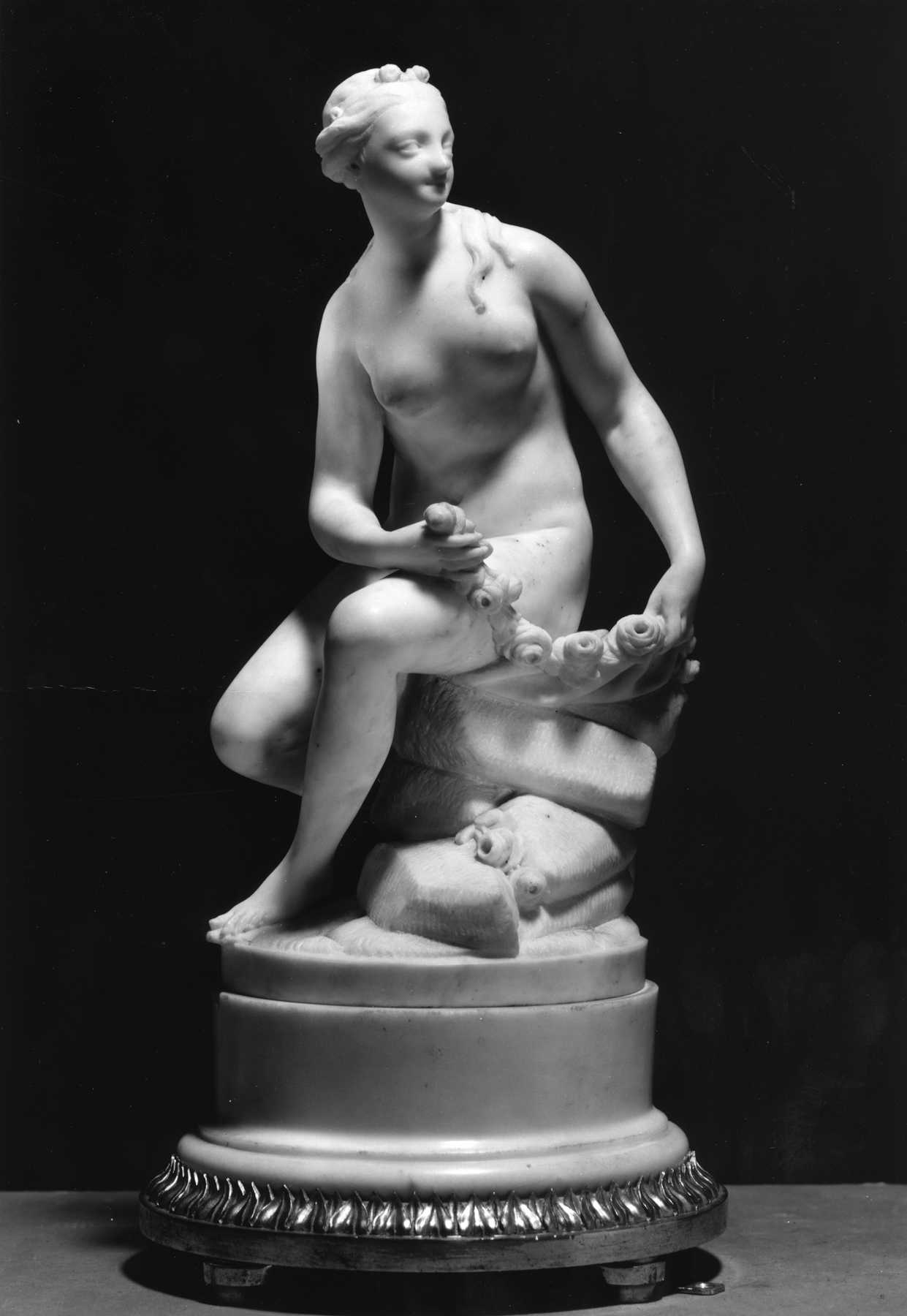
Siedząca nimfa